# Dirk Mehlberg
Dirk Mehlberg (* 10. Januar 1985 in Rostock) ist ein deutscher Volleyballspieler.

## Karriere
Mehlberg spielte als Kind Beachvolleyball am Prerower Strand und wurde außerdem im Hochsprung gefördert. 1998 entschied er sich für die Karriere im Volleyball und ging ins Internat des Schweriner SC. 2001 setzte er seine sportliche Ausbildung beim VC Olympia Berlin fort. Mit der deutschen Junioren-Nationalmannschaft nahm er 2003 an der Weltmeisterschaft teil und gewann ein Jahr später Bronze bei der Europameisterschaft. Außerdem sammelte er seine ersten Erfahrungen in der Bundesliga. 2006 wechselte der Außenangriff zum gerade neu gegründeten VC Leipzig. 2008 kam er zum Bundesliga-Aufsteiger TV Rottenburg, wo der Student 2010 im Europapokal spielte. Außerdem trainierte er die Frauen-Mannschaft des Vereins. Nach Beendigung seiner Profikarriere 2018 spielt Mehlberg beim Oberligisten ASV Botnang, mit dem er 2019 in die Regionalliga und 2020 in die Dritte Liga aufstieg.